# Estación Chapadmalal (Roca)
Chapadmalal es una estación ferroviaria ubicada en la localidad homónima del partido de General Pueyrredón, Provincia de Buenos Aires, Argentina.

## Servicios
Era una estación intermedia del servicio diésel de larga distancia que se prestaba entre la estación Constitución de la ciudad de Buenos Aires hacia ciudades de la costa atlántica bonaerense como Mar del Plata y Miramar. Desde marzo de 2013 no funcionan los servicios de pasajeros a Miramar por el mal estado del ramal en general y al disolverse la empresa Ferrobaires. 